# Antichthonidris
Antichthonidris é um gênero de insetos, pertencente a família Formicidae.

## Espécies
- Antichthonidris bidentata
- Antichthonidris bidentatus
- Antichthonidris denticulata